# 切除定理
数学之分支代数拓扑学中，切除定理（Excision theorem）是关于相对同调的一个很有用的定理。给定拓扑空间 X 及其子空间 A 与 U 使得 U 也是 A 的子空间，此定理说在一定情形下，我们可将 U 从两个空间中切除使得空间偶 (X,A) 与 (X \ U,A \ U) 的相对同调群是同构的。这在奇异同调群的计算中很有用，在许多情形切除一个合适的子空间后更容易计算。或者，在许多情形，它使得可以应用归纳法。与同调中的长正合序列一起，我们可以导出计算同调群的另一个有用的工具迈耶-菲托里斯序列。
更确切地，如果 X，A，与 U 如上，我们称 U 可切除如果空间偶 (X \ U,A \ U ) 到 (X, A) 的包含映射在相对同调上诱导了 Hq(X,A) 到 Hq(X \ U,A \ U ) 的同构。该定理说如果 U 的闭包属于 A 的内部，则 U 是可切除的。通常，不满足此包含判据的子空间也可切除——只要找到此子空间到满足这个条件的子空间的一个形变收缩便足够了。
切除定理的证明相当直观，尽管具体细节相当复杂。其想法是将 (X,A) 中的相对圈中的单形重分，得到另一个包含更小单形的链，继续此步骤直到链中每个单形要么完全属于 A 的内部要么属于 X\U 的内部。因为这样形成了 X 的一个开覆盖以及单形是紧的，我们事实上可在有限步内完成。这个过程不改变原先链的同调类（这是说重分算子在同调上链同伦于恒等映射）。则在相对同调Hq(X,A) 中，这说明完全包含于 U 内部的所有项可丢掉而不影响此圈的同调类。这使我们可以证明包含映射是一个同构，因为每个相对圈等价于一个完全不涉及 U 的圈。